# Rheumaptera fasciaria
Rheumaptera fasciaria är en fjärilsart som beskrevs av John Henry Leech 1897. Rheumaptera fasciaria ingår i släktet Rheumaptera och familjen mätare. Inga underarter finns listade.